# Anna-Lena Forster
Anna-Lena Forster Forster, sopranninama Leni e Lenchen (Radolfzell, 15 giugno 1995), è una sciatrice alpina tedesca che ha gareggiato alle Paralimpiadi invernali del 2014, 2018 e 2022 vincendo otto medaglie.

## Biografia
Forster è nata a Radolfzell, nel Circondario di Costanza in Germania. È nata senza la gamba destra e con le ossa mancanti nella gamba sinistra. Ha iniziato a sciare all'età di sei anni presso lo ski club VDK Munchen. Tesserata per il club BRSV Radolfzell, è allenata, come tutta la nazionale tedesca, da Justus Wolf. Ha studiato psicologia all'Università Albert Ludwigs di Friburgo ed è appassionata di trampolino, arrampicata e nuoto.

## Carriera
Forster gareggia nella classifica sci alpino LW12 utilizzando un monosci e stabilizzatori.
Ai Campionati mondiali di sci alpino IPC 2013 tenuti a La Molina, in Spagna, ha vinto una medaglia d'argento nello slalom femminile con il tempo di 2 minuti e 31,31 secondi. Nella supercombinata si è piazzata quarta e poi quinta nel superG, ma non è riuscita a concludere la gara nello slalom gigante.
Forster è stata selezionata nella squadra tedesca per le Paralimpiadi invernali del 2014 a Soči, in Russia. Nello slalom, ha concluso la gara in un tempo di 2 minuti e 14,35 secondi, ed è stata annunciata come la vincitrice della medaglia d'oro dato che la connazionale Anna Schaffelhuber, che aveva chiuso con un tempo migliore, era stata squalificata per non aver avuto gli stabilizzatori in posizione stazionaria all'inizio della prima manche. A seguito dell'appello, Schaffelhuber è stata reintegrata e Forster ha ricevuto la medaglia d'argento.
La seconda medaglia d'argento ai Giochi è arrivata nella supercombinata, quando Forster è finita nuovamente dietro a Schaffelhuber. Le due sciatrici tedesche sono state le uniche atlete a completare la gara. La terza medaglia paralimpica, un bronzo, è stata vinta nello slalom gigante, Forster ha finito la gara dietro a Schaffelhuber e alla sciatrice austriaca Claudia Lösch, in un tempo di 2 minuti e 59,33 secondi. In discesa libera, Forster è arrivata quarta e non è riuscita a finire l'evento super-G.
Nel 2012 Forster è stata nominata per il premio Baden-Württemberg come Personalità sportiva dell'anno e nel 2013 ha ricevuto una medaglia d'oro da parte della sua città natale, Radolfzell.
Alle Paralimpiadi invernali del 2022 a Pechino, in Cina, Forster ha vinto la medaglia d'argento nella discesa libera femminile. Insieme al biatleta Martin Fleig è stata la portabandiera della Germania alla cerimonia di apertura delle Paralimpiadi; ai Mondiali di Espot 2023 ha vinto la medaglia d'oro nel supergigante, nello slalom speciale e nella combinata e quella d'argento nella discesa libera. Ai Mondiali di Maribor 2025 ha vinto la medaglia d'oro nello slalom speciale a quella d'argento nello slalom gigante; in quella stessa stagione 20242-2025 si è aggiudicata per la terza volta la Coppa del Mondo generale, oltre a quelle di slalom gigante e di slalom speciale.

## Palmarès

### Paralimpiadi
- 8 medaglie:
  - 4 ori (slalom speciale e supercombinata a Pyeongchang 2018; supercombinata e slalom speciale a Pechino 2022)
  - 3 argenti (supercombinata e slalom a Soči 2014; discesa libera a Pechino 2022)
  - 1 bronzo (slalom speciale a Soči 2014)

### Mondiali
- 10 medaglie:
  - 4 ori (supergigante, slalom speciale, combinata a Espot 2023; slalom speciale a Maribor 2025)
  - 4 argenti (slalom speciale a La Molina 2013; slalom speciale a Tarvisio 2017; discesa libera a Espot 2023; slalom gigante a Maribor 2025)
  - 2 bronzi (slalom speciale a Panorama 2015; supercombinata a Tarvisio 2017)